# شكوكية أخلاقية
الشكوكية الأخلاقية هي فئة من النظريات الفوقية التي يستتبع جميع أعضائها أن لا أحد لديه أي معرفة أخلاقية. العديد من المتشككين الأخلاقيين يزعمون أيضًا الإدعاء الشرطي الأقوى بأن المعرفة الأخلاقية مستحيلة. تعارض الشكوكية الأخلاقية بشكل خاص الواقعية الأخلاقية: الرأي القائل بأن هناك حقائق أخلاقية معروفة وموضوعية.
من بين المدافعين عن الشكوكية الأخلاقية بيرو وأنيسيديموس وسيكستوس إمبيريكوس وديفيد هيوم وجاي إل. ماكي وماكس شتيرنر وفريدريك نيتشه وريتشارد جويس ومايكل روز وجوشوا غرين وريتشارد غارنر ووالتر سينوت أرمسترونغ وعالم النفس جيمس فلين. بالمعنى الدقيق للكلمة، حاجج غيلبرت هيرمان من أجل نوع من النسبية الأخلاقية وليس الشكوكية أخلاقية. ومع ذلك، فقد ألهم بعض الشكوكين الأخلاقيين المعاصرين.

## نماذج الشكوكية الأخلاقية
تنقسم الشكوكية الأخلاقية إلى ثلاث طبقات فرعية: نظرية الخطأ الأخلاقي (أو العدمية الأخلاقية) والشكوكية الأخلاقية الإبستمولوجية واللامعرفية. تتشارك النظريات الثلاثة الاستنتاجات ذاتها وهي:
1. من غير المبرر الاعتقاد أن الادعاءات الأخلاقية (ادعاءات من النوع «حالة الشؤون س جيدة»، «الفعل ع ملزم أخلاقيًا»، إلخ) صحيحة.
2. لا نعلم أبدًا أن أي ادعاء أخلاقي هو ادعاء صحيح.

ومع ذلك، يصل كل منهج إلى النقطتين 1 و2 من طرق مختلفة.
تؤكد نظرية الخطأ الأخلاقي أننا لا نعلم أي ادعاء أخلاقي صحيح بسبب
1. كل الادعاءات الأخلاقية خاطئة.
2. نملك سببًا أن طل الادعاءات الأخلاقية خاطئة.
3. بما أنه من غير المبرر لنا الاعتقاد بأي ادعاء، نملك سببًا لإنكار، لذا من غير المبرر لنا الاعتقاد بأي ادعاء.

الشكوكية الأخلاقية الإبستمولوجية هي فئة فرعية من النظرية، ويشمل أعضاؤها الشكوكية الأخلاقية البيرونية والشكوكية الأخلاقية الدوغمائية. يشترك جميع أعضاء الشكوكية الأخلاقية الإبستمولوجية في شيئين: أولاً، يعترفون بأنه من غير المبرر لنا تصديق أي ادعاء أخلاقي، وثانيًا، لا يعرفون ما إذا كان النقطة 1 أعلاه صحيحةً (أي ما إذا كانت جميع الادعاءات الأخلاقية خاطئة).
- ترى الشكوكية الأخلاقية البيرونية أن السبب وراء عدم تبرير تصديق أي ادعاء أخلاقي هو أنه من غير المنطقي بالنسبة لنا أن نصدق أن أي ادعاء أخلاقي صحيح أو أن أي ادعاء أخلاقي خاطئ. وهكذا، بالإضافة إلى كونها لا أدرية بشأن ما إذا كان النقطة (1) صحيحة، فإن الشك الأخلاقي البيروني ينكر النقطة (2) أعلاه.
- من ناحية أخرى، فإن التشكك الأخلاقي الدوغمائي يؤكد  على النقطة (2) ويستشهد بحقيقة (2) على أنها سبب عدم تبرير تصديق أي ادعاء أخلاقي.

أخيرًا، ترى اللا معرفية أنه لا يمكننا أبدًا معرفة أن أي ادعاء أخلاقي صحيح لأن الادعاءات الأخلاقية غير قادرة على أن تكون صحيحة أو خاطئة (فهي ليست مناسبة للحقيقة). بدلاً من ذلك، تعتبر الادعاءات الأخلاقية واجبات (على سبيل المثال «لا تسرق الأطفال!»)، أو تعبيرات عن المشاعر (مثل «سرقة الأطفال: إنه عمل شنيع!»)، أو تعبيرات عن المواقف المؤيدة («لا أعتقد أنه يجب سرقة الأطفال»).

## نظرية الخطأ الأخلاقي
نظرية الخطأ الأخلاقي هي موقف يتميز بالتزامه بفرضيتين: (1) جميع الادعاءات الأخلاقية خاطئة و(2) لدينا سبب للاعتقاد بأن جميع الادعاءات الأخلاقية خاطئة. أشهر منظري الخطأ الأخلاقي هو جي إل ماكي، الذي دافع عن وجهة النظر الميتا أخلاقية في كتابه الأخلاق: اختراع الصواب والخطأ (1977). فُسر ماكي على أنه يعطي حجتين لنظرية الخطأ الأخلاقي.
الحجة الأولى التي ينسبها الناس إلى ماكي، والتي يُطلق عليها غالبًا الحجة من الغرابة، تنص على أن الادعاءات الأخلاقية تنطوي على دوافع داخلية (المبدأ القائل بأنه من الضروري والبدهي أن أي فاعل يحكم على أن أحد أفعاله المتاحة ملزمة أخلاقياً سيكون لديه الدافع (غير القابل للتطبيق) للقيام بهذا العمل). ولكن لأن التحفيز الداخلي خاطئ، بالتالي كل الادعاءات الأخلاقية خاطئة.
الحجة الأخرى التي تُنسب غالبًا إلى ماكي، والتي غالبًا ما تسمى الحجة من الاختلاف، تؤكد أن أي ادعاء أخلاقي (على سبيل المثال «قتل الأطفال أمر خاطئ») يستلزم ادعاء أسباب (يملك المرء سببًا لعدم قتل الأطفال). بعبارة أخرى، إذا كان ادعاء «قتل الأطفال أمر خاطئ» صحيحًا، فكل شخص لديه سبب لعدم قتل الأطفال. وهذا يشمل السيكوباتي الذي يفرح كثيرًا بقتل الأطفال، وهو بائس للغاية عندما لا تتلطخ يديه بدمائهم. لكن، بالتأكيد (إذا افترضنا أنه لن يتعرض لأية أعمال انتقامية) فإن هذا السيكوباتي لديه كل الأسباب لقتل الأطفال، وليس هناك سبب لعدم القيام بذلك. وبالتالي فإن جميع الادعاءات الأخلاقية خاطئة.